# Amato Ciciretti
Amato Ciciretti (Roma, 31 dicembre 1993) è un calciatore italiano, centrocampista o ala del Latina.

## Biografia
È stato sposato e la sua relazione coniugale è terminata nell'estate del 2022; dopo la fine del rapporto, il calciatore romano avrebbe rivolto verso l'ex moglie alcune minacce e la Procura di Roma ha aperto un'inchiesta nei suoi confronti per lesioni, minacce e stalking.

## Caratteristiche tecniche
Agisce prevalentemente da trequartista alle spalle degli attaccanti in un 4-2-3-1, ma può giocare anche su entrambe le fasce come ala. Tuttavia, grazie alla sua notevole velocità palla al piede, a cui abbina ottime doti tecniche che gli consentono di saltare il diretto avversario nell'uno contro uno grazie all'abilità nel dribbling - può essere schierato anche sulle corsie laterali, lungo la fascia destra. Mancino di piede, si distingue per visione di gioco - peculiarità che portò Andrea Stramaccioni ad abbassarlo a regista di centrocampo ai tempi in cui militava nella Primavera della Roma - e precisione sui calci piazzati.

## Carriera

### Club

#### Inizi
Si forma calcisticamente nelle giovanili della Lazio, passando in seguito alla Primavera della Roma, con cui conquista il titolo nazionale di categoria.
Nel 2012 passa in prestito alla Carrarese con cui esordisce in prima squadra nel campionato di Lega Pro Prima Divisione 2012-2013, chiudendo la stagione con 19 presenze. L'anno seguente firma per L’Aquila − sempre in terza serie − rivestendo il ruolo di attaccante esterno insieme con un altro prodotto del vivaio romanista, Marco Frediani. In rossoblù gioca 22 partite, compreso il primo turno dei play-off, e segna la sua prima rete tra i professionisti alla 5ª giornata contro il Viareggio. Dopo una breve esperienza con la maglia della Pistoiese, nel 2015 passa quindi al Messina dove, giocando da trequartista, si sblocca definitivamente mettendo in mostra le sue qualità e facendo registrare, nel solo girone di ritorno, ben 21 presenze (play-out compresi) e 3 gol.

#### Benevento
Nel 2015 viene ceduto a titolo definitivo al Benevento con cui vince il campionato di Lega Pro 2015-2016 da protagonista, segnando 6 reti in 31 presenze. Il 27 agosto 2016 esordisce quindi con i giallorossi campani in Serie B e, contestualmente, segna la sua prima rete tra i cadetti (la prima assoluta del Benevento nella categoria) nel vittorioso esordio contro la SPAL (2-0). Il 4 dicembre 2016 segna la rete decisiva (la sua quarta in Serie B) per la vittoria finale della sua squadra sul Cesena, partita terminata con il risultato di 2-1 per i campani. Il 20 agosto 2017 esordisce in Serie A segnando la prima rete, nella massima serie, della sua carriera e la prima nella storia del Benevento, realizzando la rete del momentaneo 0-1 nella prima giornata di campionato contro la Sampdoria, partita terminata per 2-1 a favore dei blucerchiati.

#### Prestito al Parma
Il 18 gennaio 2018 passa in prestito al Parma in Serie B. Complice un piccolo infortunio, debutta l'11 febbraio, in Parma-Perugia 1-1, subentrando al 71’ a Roberto Insigne. Trova il primo gol con la maglia giallo-blu il seguente 18 maggio nell'ultima partita di campionato contro lo Spezia, gara decisiva per la promozione del Parma in Serie A.

#### Napoli e i prestiti a Parma e Ascoli
Il 1º luglio 2018, dopo essersi svincolato dal Benevento, viene ingaggiato a parametro zero dal Napoli, che lo cede in prestito nuovamente ai ducali; nella prima metà del campionato 2018-19, gioca appena 136 minuti, distribuiti in 6 partite.
Dato lo scarso utilizzo, il 25 gennaio 2019 fa ritorno al Napoli che lo cede, nuovamente in prestito, all’Ascoli in Serie B. Il giorno dopo debutta già con i piceni nel tonfo casalingo contro il Perugia (0-3). Il 30 marzo trova il primo gol con l'Ascoli segnando al Benevento il punto del momentaneo 2-0 (la gara si concluderà poi sul 2-2).
In totale ha disputato con la maglia bianconera 15 presenze con 2 reti messe a segno.

#### Ritorno al Napoli
Non riuscendo a trovare l'accordo per rimanere all'Ascoli, nel settembre 2019 fa ritorno al Napoli, venendo inserito nella lista FIGC e nella lista UEFA. Sceglie di vestire la maglia numero 18. Non trovando spazio in prima squadra, il 28 settembre scende in campo con la Primavera, per la partita contro l'Inter, terminata 0-1 per i neroazzurri.

#### Prestiti a Empoli e Chievo
Il 9 gennaio 2020, senza aver collezionato alcuna presenza in gare ufficiali con il Napoli, viene ceduto all'Empoli con la formula del prestito con diritto di riscatto. Il 29 giugno segna la sua prima rete con i toscani in occasione del pareggio in casa del Pescara. Il 10 luglio realizza la prima doppietta in carriera contro il Frosinone, match valido per la Serie B e terminato con il punteggio di 2-0; in tutto mette insieme 18 presenze e 4 gol.
Tornato al Napoli, il 5 ottobre 2020 viene ceduto in prestito al Chievo. Esordisce con i veneti il 17 ottobre, nella vittoriosa trasferta in casa della Reggiana. Il 22 dicembre segna la sua prima rete, in occasione del pareggio per 2-2 in casa del Pisa.

#### Pordenone e prestiti a Como e Ascoli
Dopo i vari prestiti e senza aver mai collezionato una presenza ufficiale con la maglia del Napoli, il 6 agosto 2021 viene ceduto a titolo definitivo al Pordenone, sempre in Serie B.
Tuttavia il 26 gennaio 2022 viene ceduto in prestito al Como. Il 20 marzo segna la sua prima rete stagionale, nonché prima con i lariani, decidendo la trasferta in casa del Perugia.
Il 7 luglio 2022 fa ritorno all'Ascoli con la formula del prestito.Il 27 novembre ritrova il gol con i bianconeri nella partita in casa del Südtirol, pareggiata per 2-2.

#### Ritorno al Benevento
Rimasto svincolato in seguito alla mancata iscrizione ai campionati professionistici da parte del Pordenone, l'8 settembre 2023 ritorna al Benevento, in Serie C, firmando un contratto fino al termine della stagione.
Il 6 gennaio 2024 alla sua terza presenza segna la sua prima rete stagionale in giallorosso, nella vittoria per 3-2 contro la Turris.

#### Ospitaletto
Rimasto nuovamente svincolato durante la pausa estiva nel 2024, Ciciretti ha scelto di ripartire dalla Serie D firmando per l'Ospitaletto.
Dopo aver disputato quattro partite, la società ed il calciatore rescindono consensualmente il rapporto professionale.

#### Latina
Il 4 gennaio 2025 ritorna tra i professionisti firmando un contratto con il Latina fino al 2026.

### Nazionale
Ha giocato con le nazionali giovanili italiane Under-18 ed Under-19.

## Statistiche

### Presenze e reti nei club
Statistiche aggiornate al 28 aprile 2025.
| Stagione         | Squadra          | Campionato       | Campionato | Campionato | Coppe nazionali | Coppe nazionali | Coppe nazionali | Coppe continentali | Coppe continentali | Coppe continentali | Altre coppe | Altre coppe | Altre coppe | Totale | Totale |
| Stagione         | Squadra          | Comp             | Pres       | Reti       | Comp            | Pres            | Reti            | Comp               | Pres               | Reti               | Comp        | Pres        | Reti        | Pres   | Reti   |
| ---------------- | ---------------- | ---------------- | ---------- | ---------- | --------------- | --------------- | --------------- | ------------------ | ------------------ | ------------------ | ----------- | ----------- | ----------- | ------ | ------ |
| 2012-2013        | Carrarese        | 1D               | 19         | 0          | CI+CI-LP        | 0               | 0               | -                  | -                  | -                  | -           | -           | -           | 19     | 0      |
| 2013-2014        | L’Aquila         | 1D               | 20+1       | 1          | CI+CI-LP        | 1+0             | 0               | -                  | -                  | -                  | -           | -           | -           | 22     | 1      |
| 2014-gen. 2015   | Pistoiese        | LP               | 9          | 0          | CI-LP           | 3               | 0               | -                  | -                  | -                  | -           | -           | -           | 12     | 0      |
| gen.-giu. 2015   | Messina          | LP               | 19+2       | 3          | CI+CI-LP        | -               | -               | -                  | -                  | -                  | -           | -           | -           | 21     | 3      |
| 2015-2016        | Benevento        | LP               | 26         | 6          | CI+CI-LP        | 1+1             | 0+1             | -                  | -                  | -                  | SL-LP       | 2           | 1           | 30     | 8      |
| 2016-2017        | Benevento        | B                | 35+1       | 6          | CI              | 1               | 0               | -                  | -                  | -                  | -           | -           | -           | 37     | 6      |
| 2017-gen. 2018   | Benevento        | A                | 12         | 2          | CI              | 1               | 0               | -                  | -                  | -                  | -           | -           | -           | 13     | 2      |
| gen.-giu. 2018   | Parma            | B                | 8          | 1          | CI              | -               | -               | -                  | -                  | -                  | -           | -           | -           | 8      | 1      |
| 2018-gen. 2019   | Parma            | A                | 6          | 0          | CI              | 0               | 0               | -                  | -                  | -                  | -           | -           | -           | 6      | 0      |
| Totale Parma     | Totale Parma     | Totale Parma     | 14         | 1          |                 | 0               | 0               |                    | -                  | -                  |             | -           | -           | 14     | 1      |
| gen.-giu. 2019   | Ascoli           | B                | 15         | 2          | CI              | -               | -               | -                  | -                  | -                  | -           | -           | -           | 15     | 2      |
| 2019-gen. 2020   | Napoli           | A                | 0          | 0          | CI              | 0               | 0               | UCL                | 0                  | 0                  | -           | -           | -           | 0      | 0      |
| gen.-ago. 2020   | Empoli           | B                | 17+1       | 4          | CI              | -               | -               | -                  | -                  | -                  | -           | -           | -           | 18     | 4      |
| 2020-2021        | Chievo           | B                | 29         | 3          | CI              | 0               | 0               | -                  | -                  | -                  | -           | -           | -           | 29     | 3      |
| 2021-gen. 2022   | Pordenone        | B                | 8          | 0          | CI              | -               | -               |                    | -                  | -                  |             | -           | -           | 8      | 0      |
| gen.-giu. 2022   | Como             | B                | 11         | 2          | CI              | -               | -               | -                  | -                  | -                  | -           | -           | -           | 11     | 2      |
| 2022-2023        | Ascoli           | B                | 12         | 2          | CI              | 1               | 0               | -                  | -                  | -                  | -           | -           | -           | 13     | 2      |
| Totale Ascoli    | Totale Ascoli    | Totale Ascoli    | 27         | 4          |                 | 1               | 0               |                    | -                  | -                  |             | -           | -           | 28     | 4      |
| 2023-2024        | Benevento        | C                | 17+6       | 4+1        | CI-C            | 0               | 0               | -                  | -                  | -                  | -           | -           | -           | 23     | 5      |
| Totale Benevento | Totale Benevento | Totale Benevento | 90+7       | 18+1       |                 | 4               | 1               |                    | -                  | -                  |             | 2           | 1           | 103    | 21     |
| ott.-dic. 2024   | Ospitaletto      | D                | 4          | 0          | CI-D            | -               | -               | -                  | -                  | -                  | -           | -           | -           | 4      | 0      |
| gen.-giu. 2025   | Latina           | C                | 3          | 0          | CI-C            | 0               | 0               | -                  | -                  | -                  | -           | -           | -           | 3      | 0      |
| Totale carriera  | Totale carriera  | Totale carriera  | 281        | 37         |                 | 9               | 1               |                    | 0                  | 0                  |             | 2           | 1           | 292    | 39     |

## Palmarès

### Club

#### Competizioni giovanili
- Campionato Allievi Nazionali: 1

Roma: 2009-2010
- Campionato Primavera: 1

Roma: 2010-2011
- Coppa Italia Primavera: 1

Roma: 2011-2012

#### Competizioni nazionali
- Lega Pro: 1

Benevento: 2015-2016 (Girone C)